# Raduga K-9
El Raduga K-9 (Designación OTAN: AA-4 'Awl') fue un misil aire-aire de corto alcance desarrollado por la Unión Soviética a fines de los años cincuenta. Fue diseñado por MKB Raduga, una división del fabricante de aviones Mikoyan-Gurevich. El K-9 también era conocido como el K-155, y aparentemente habría tenido la designación de servicio R-38. Estaba destinado a armar el Mikoyan-Gurevich Ye-152A (Designación OTAN: 'Flipper'), un avión experimental bimotor de alta velocidad, antecesor del Mikoyan-Gurevich MiG-25 'Foxbat'. Cuando se mostró el Ye-152A en Tushino en 1961, se mostró con él un prototipo del misil K-9.
Ni el 'Flipper' ni el 'Awl' entraron en producción. 

## Operadores
- Unión Soviética

- Datos: Q372352
- Multimedia: Raduga R-38 / Q372352